# Reprezentacja Zambii w piłce nożnej kobiet
Reprezentacja Zambii w piłce nożnej kobiet – reprezentacja Zambii piłkarek nożnych, sterowana przez Football Association of Zambia. Jest powoływana przez selekcjonera, w niej występować mogą wyłącznie zawodniczki posiadające obywatelstwo zambijskie.

## Udział w turniejach międzynarodowych

### Mistrzostwa świata
Dotychczas żeńskiej reprezentacji Zambii tylko raz udało się awansować do finałów mistrzostw świata. W 2023 po raz pierwszy startowała w turnieju finałowym. Odpadła jednak już po fazie grupowej.
| Rok  | Runda                   | M                       | W                       | R                       | P                       | GZ                      | GS                      |
| ---- | ----------------------- | ----------------------- | ----------------------- | ----------------------- | ----------------------- | ----------------------- | ----------------------- |
| 1991 | Nie brała udziału       | Nie brała udziału       | Nie brała udziału       | Nie brała udziału       | Nie brała udziału       | Nie brała udziału       | Nie brała udziału       |
| 1995 | Nie zakwalifikowała się | Nie zakwalifikowała się | Nie zakwalifikowała się | Nie zakwalifikowała się | Nie zakwalifikowała się | Nie zakwalifikowała się | Nie zakwalifikowała się |
| 1999 | Nie brała udziału       | Nie brała udziału       | Nie brała udziału       | Nie brała udziału       | Nie brała udziału       | Nie brała udziału       | Nie brała udziału       |
| 2003 | Nie zakwalifikowała się | Nie zakwalifikowała się | Nie zakwalifikowała się | Nie zakwalifikowała się | Nie zakwalifikowała się | Nie zakwalifikowała się | Nie zakwalifikowała się |
| 2007 | Nie zakwalifikowała się | Nie zakwalifikowała się | Nie zakwalifikowała się | Nie zakwalifikowała się | Nie zakwalifikowała się | Nie zakwalifikowała się | Nie zakwalifikowała się |
| 2011 | Nie brała udziału       | Nie brała udziału       | Nie brała udziału       | Nie brała udziału       | Nie brała udziału       | Nie brała udziału       | Nie brała udziału       |
| 2015 | Nie zakwalifikowała się | Nie zakwalifikowała się | Nie zakwalifikowała się | Nie zakwalifikowała się | Nie zakwalifikowała się | Nie zakwalifikowała się | Nie zakwalifikowała się |
| 2019 | Nie zakwalifikowała się | Nie zakwalifikowała się | Nie zakwalifikowała się | Nie zakwalifikowała się | Nie zakwalifikowała się | Nie zakwalifikowała się | Nie zakwalifikowała się |
| 2023 | Faza grupowa            | 3                       | 1                       | 0                       | 2                       | 3                       | 11                      |

### Igrzyska Olimpijskie
Piłkarki Zambii dwa razy zakwalifikowały się na turniej finałowy Igrzysk Olimpijskich. Najwyższe osiągnięcie to faza grupowa w 2020. 
| Rok  | Runda                   | M                       | W                       | R                       | P                       | GZ                      | GS                      |
| ---- | ----------------------- | ----------------------- | ----------------------- | ----------------------- | ----------------------- | ----------------------- | ----------------------- |
| 1996 | Nie zakwalifikowała się | Nie zakwalifikowała się | Nie zakwalifikowała się | Nie zakwalifikowała się | Nie zakwalifikowała się | Nie zakwalifikowała się | Nie zakwalifikowała się |
| 2000 | Nie brała udziału       | Nie brała udziału       | Nie brała udziału       | Nie brała udziału       | Nie brała udziału       | Nie brała udziału       | Nie brała udziału       |
| 2004 | Nie brała udziału       | Nie brała udziału       | Nie brała udziału       | Nie brała udziału       | Nie brała udziału       | Nie brała udziału       | Nie brała udziału       |
| 2008 | Nie brała udziału       | Nie brała udziału       | Nie brała udziału       | Nie brała udziału       | Nie brała udziału       | Nie brała udziału       | Nie brała udziału       |
| 2012 | Nie zakwalifikowała się | Nie zakwalifikowała się | Nie zakwalifikowała się | Nie zakwalifikowała się | Nie zakwalifikowała się | Nie zakwalifikowała się | Nie zakwalifikowała się |
| 2016 | Nie zakwalifikowała się | Nie zakwalifikowała się | Nie zakwalifikowała się | Nie zakwalifikowała się | Nie zakwalifikowała się | Nie zakwalifikowała się | Nie zakwalifikowała się |
| 2020 | Faza grupowa            | 3                       | 0                       | 1                       | 2                       | 7                       | 15                      |
| 2024 | Faza grupowa            | 3                       | 0                       | 0                       | 3                       | 6                       | 13                      |

### Mistrzostwa Afryki
Zambijskiej drużynie 5 razy udało się zakwalifikować do finałów Pucharu Narodów Afryki. Największym sukcesem było zdobycie brązowego medalu w 2022 roku.
| Rok  | Runda                   | M                       | W                       | R                       | P                       | GZ                      | GS                      |
| ---- | ----------------------- | ----------------------- | ----------------------- | ----------------------- | ----------------------- | ----------------------- | ----------------------- |
| 1991 | Zrezygnowała z udziału  | Zrezygnowała z udziału  | Zrezygnowała z udziału  | Zrezygnowała z udziału  | Zrezygnowała z udziału  | Zrezygnowała z udziału  | Zrezygnowała z udziału  |
| 1995 | 1/4 finału              | 2                       | 0                       | 0                       | 2                       | 5                       | 11                      |
| 1998 | Nie brała udziału       | Nie brała udziału       | Nie brała udziału       | Nie brała udziału       | Nie brała udziału       | Nie brała udziału       | Nie brała udziału       |
| 2000 | Nie brała udziału       | Nie brała udziału       | Nie brała udziału       | Nie brała udziału       | Nie brała udziału       | Nie brała udziału       | Nie brała udziału       |
| 2002 | Nie zakwalifikowała się | Nie zakwalifikowała się | Nie zakwalifikowała się | Nie zakwalifikowała się | Nie zakwalifikowała się | Nie zakwalifikowała się | Nie zakwalifikowała się |
| 2004 | Nie brała udziału       | Nie brała udziału       | Nie brała udziału       | Nie brała udziału       | Nie brała udziału       | Nie brała udziału       | Nie brała udziału       |
| 2006 | Nie zakwalifikowała się | Nie zakwalifikowała się | Nie zakwalifikowała się | Nie zakwalifikowała się | Nie zakwalifikowała się | Nie zakwalifikowała się | Nie zakwalifikowała się |
| 2008 | Nie zakwalifikowała się | Nie zakwalifikowała się | Nie zakwalifikowała się | Nie zakwalifikowała się | Nie zakwalifikowała się | Nie zakwalifikowała się | Nie zakwalifikowała się |
| 2010 | Nie brała udziału       | Nie brała udziału       | Nie brała udziału       | Nie brała udziału       | Nie brała udziału       | Nie brała udziału       | Nie brała udziału       |
| 2012 | Nie zakwalifikowała się | Nie zakwalifikowała się | Nie zakwalifikowała się | Nie zakwalifikowała się | Nie zakwalifikowała się | Nie zakwalifikowała się | Nie zakwalifikowała się |
| 2014 | Faza grupowa            | 3                       | 0                       | 1                       | 2                       | 1                       | 9                       |
| 2016 | Nie zakwalifikowała się | Nie zakwalifikowała się | Nie zakwalifikowała się | Nie zakwalifikowała się | Nie zakwalifikowała się | Nie zakwalifikowała się | Nie zakwalifikowała się |
| 2018 | Faza grupowa            | 3                       | 1                       | 1                       | 1                       | 6                       | 5                       |
| 2022 | III miejsce             | 6                       | 3                       | 2                       | 1                       | 7                       | 3                       |
| 2024 | Awans                   | Awans                   | Awans                   | Awans                   | Awans                   | Awans                   | Awans                   |

### Igrzyska afrykańskie
Reprezentacja kraju nigdy nie zakwalifikowała się do rozgrywek Igrzysk afrykańskich. Od 2023 roku w turnieju mogą brać tylko zespoły U-20.
| Rok  | Runda                   | M                       | W                       | R                       | P                       | GZ                      | GS                      |
| ---- | ----------------------- | ----------------------- | ----------------------- | ----------------------- | ----------------------- | ----------------------- | ----------------------- |
| 2003 | Nie brała udziału       | Nie brała udziału       | Nie brała udziału       | Nie brała udziału       | Nie brała udziału       | Nie brała udziału       | Nie brała udziału       |
| 2007 | Nie brała udziału       | Nie brała udziału       | Nie brała udziału       | Nie brała udziału       | Nie brała udziału       | Nie brała udziału       | Nie brała udziału       |
| 2011 | Nie zakwalifikowała się | Nie zakwalifikowała się | Nie zakwalifikowała się | Nie zakwalifikowała się | Nie zakwalifikowała się | Nie zakwalifikowała się | Nie zakwalifikowała się |
| 2015 | Nie zakwalifikowała się | Nie zakwalifikowała się | Nie zakwalifikowała się | Nie zakwalifikowała się | Nie zakwalifikowała się | Nie zakwalifikowała się | Nie zakwalifikowała się |
| 2019 | Zrezygnowała z udziału  | Zrezygnowała z udziału  | Zrezygnowała z udziału  | Zrezygnowała z udziału  | Zrezygnowała z udziału  | Zrezygnowała z udziału  | Zrezygnowała z udziału  |